# Pralong
 Pralong  es una población y comuna francesa, situada en la región de Ródano-Alpes, departamento de Loira, en el distrito de Montbrison y cantón de Boën.

## Demografía
| 314 | 322 | 388 | 532 | 614 | 680 |
| Para los censos de 1962 a 1999 la población legal corresponde a la población sin duplicidades (Fuente: INSEE [Consultar]) |     |     |     |     |     |